# 南天寺

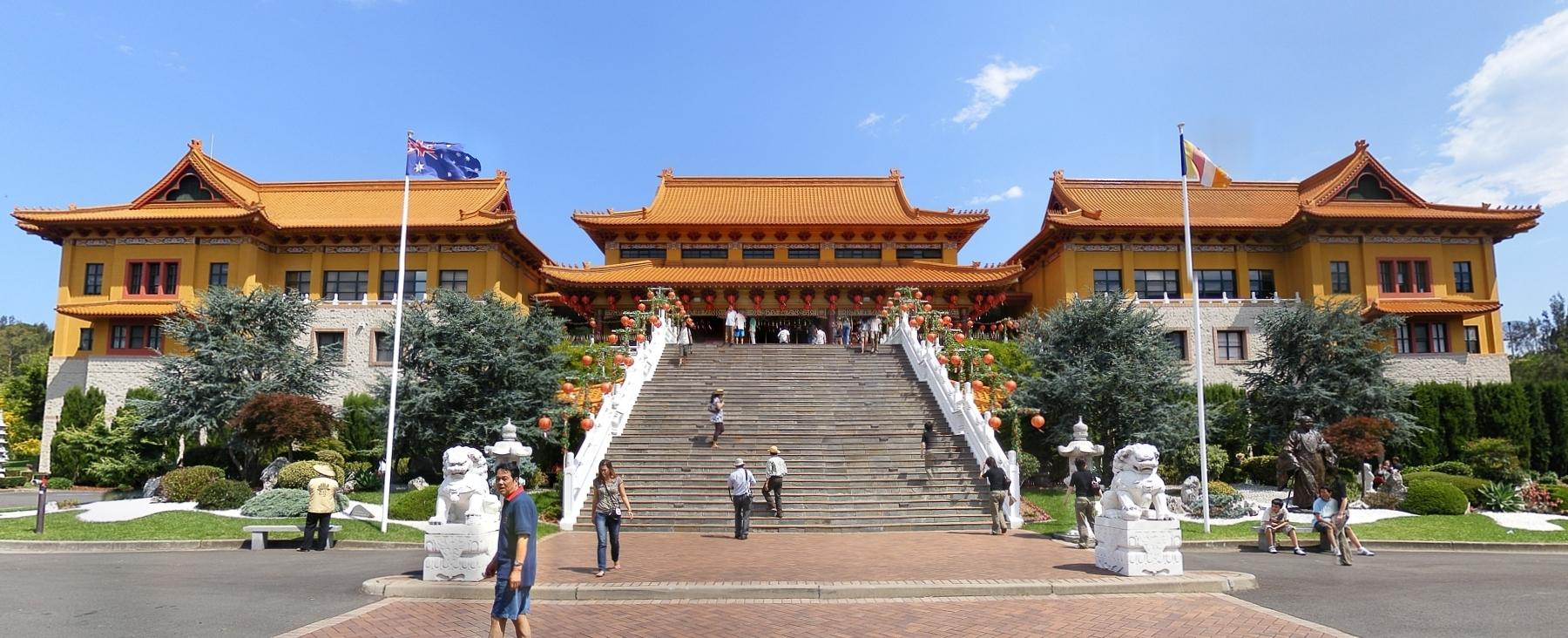
南天寺入口处，中间为大悲殿

南天寺（英語：Nan Tien Temple）位于澳大利亚悉尼以南80公里的卧龙岗市伯克利（Berkeley）区，占地约22公顷，南天寺建筑面积达11000平方米，是南半球最大的佛教寺庙。寺庙为佛光山分院，由台湾星云法师筹款所建，1992年开工，1995年竣工。南天寺采用中国宫殿式建筑，汇集东西方文化之精华；取名「南天」，寓意成为南半球的天堂，促进多种文化交流。

## 交通
- 开车：从悉尼市区出发，单程约90公里
- 火车：从悉尼中央车站（Central Station）乘坐南海岸线（South Coast Line），在卧龙岗站（Wollongong Station）下车，再转乘卧龙岗34路公交，在 Nolan St 站下车后步行400米可达；或者在温德拉（Unanderra）站下车后，步行约2.2公里可达[2]

二、自驾
沿M1驾车往南，并于经过卧龙岗后大约8公里的Five Island Road出口左转，再跟著指向南天寺的棕色路牌前进（在环岛右转） 直到抵达Berkeley Road并看见南天寺大门为止。注意：Tourist Road （Coastal） 没有指明南天寺的路牌，请沿NOWRA的指示到Five Islands Road 出口。